# Kungsträdgården

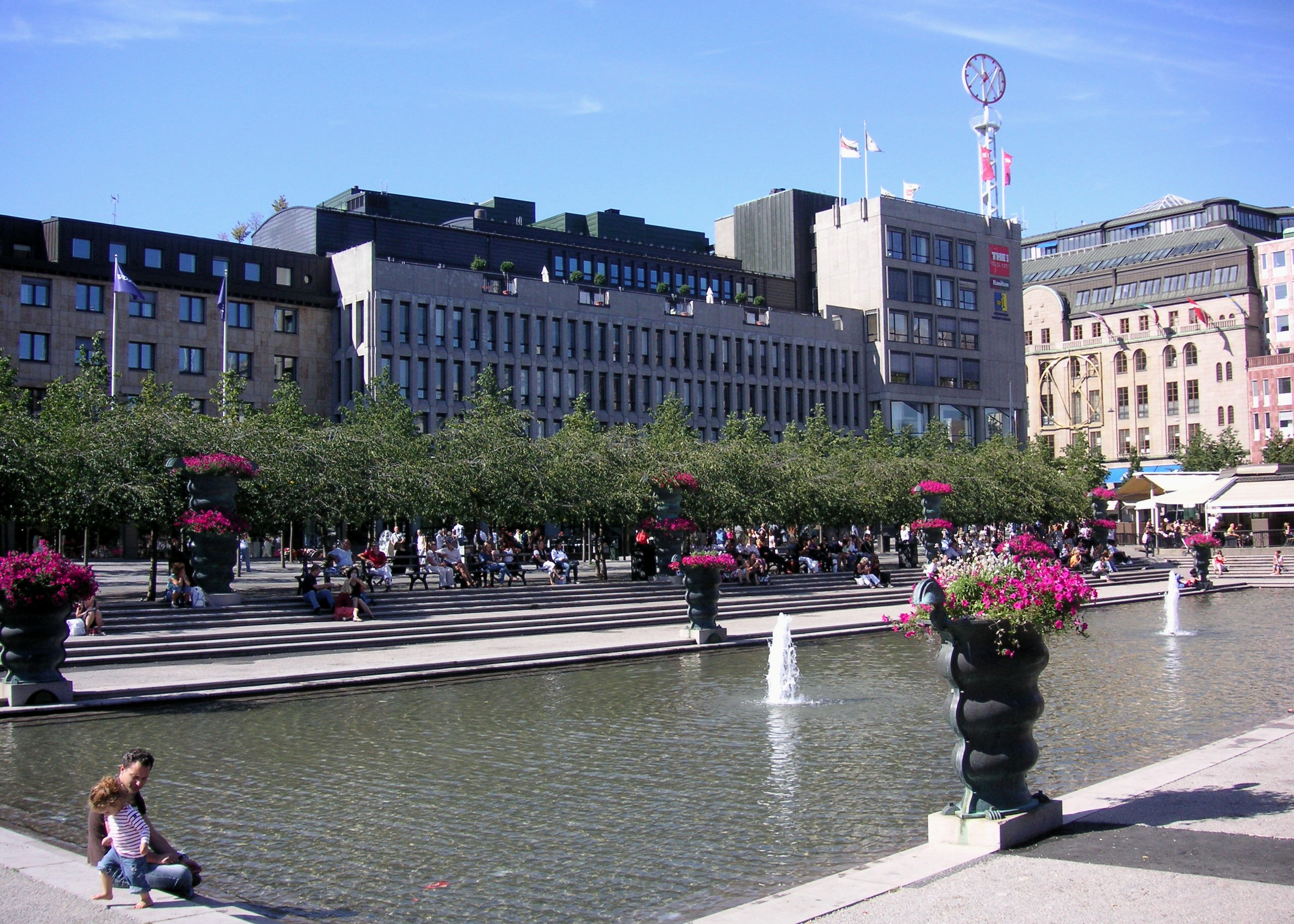
Kungsträdgården im Juli 2007

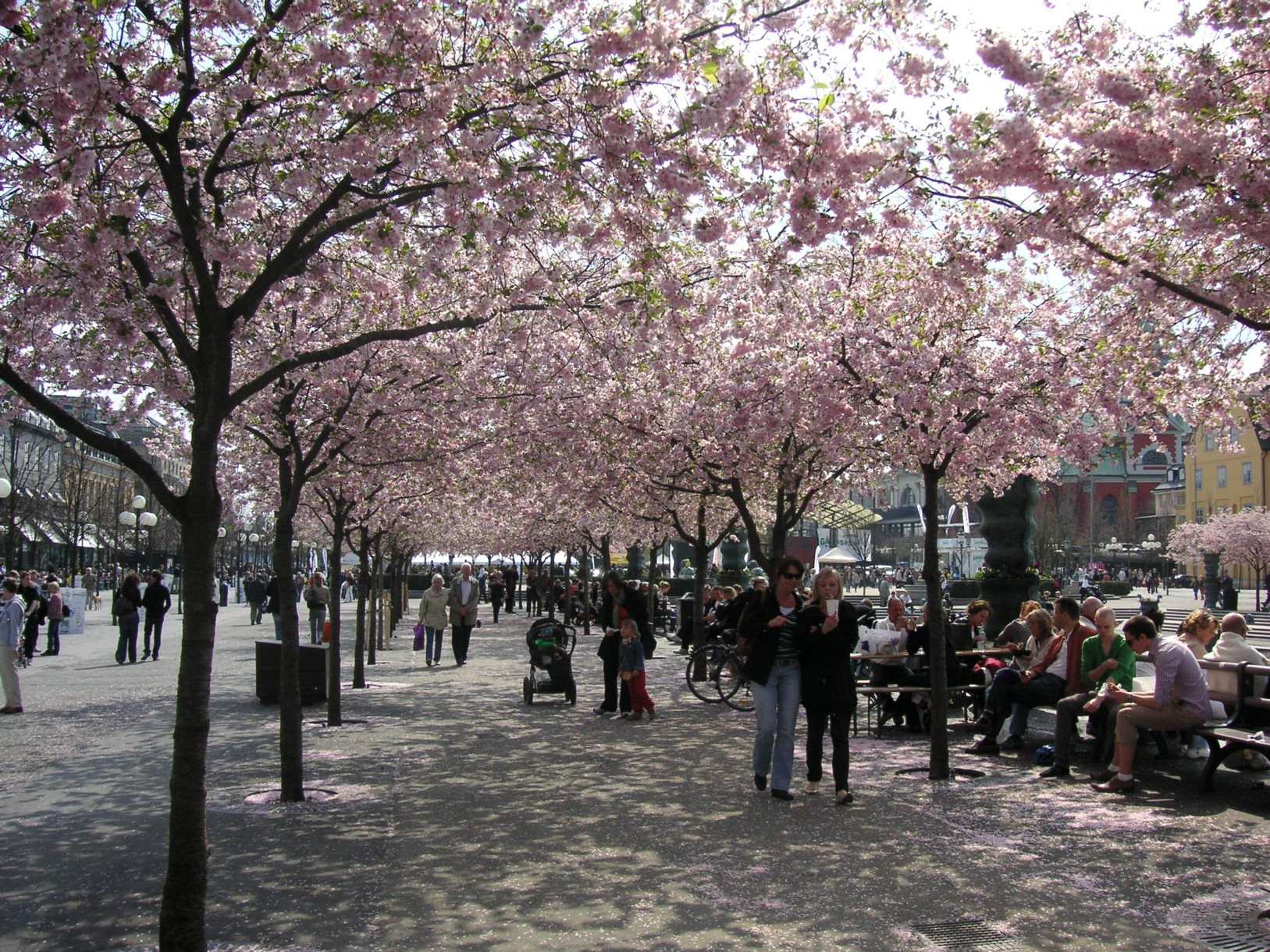
Kirschblüte im April 2008

Kungsträdgården (deutsch: Königsgarten) ist der Name eines im Zentrum Stockholms im Stadtteil Norrmalm gelegenen öffentlichen Parks. Er liegt hinter der Königlich Schwedischen Nationaloper am nördlichen Ufer des Norrström und zählt zu den ältesten Parkanlagen der schwedischen Hauptstadt.

## Geschichte
Ursprünglich handelte es sich um den Schlossgarten des 1635–1643 errichteten Renaissanceschlosses Makalös. Die Anlage war nicht öffentlich zugänglich, bewaffnete Wächter achteten darauf, dass nur Mitglieder des Hofes den Park besuchten. Unter König Gustav III. kam es aber zur Öffnung für die Allgemeinheit, der Park wurde zu einem bevorzugten Ort großstädtischer Unterhaltung. Schwedens Barde des 18. Jahrhunderts Carl Michael Bellman beschreibt dieses Parkleben in seinen Liedern. Aufgrund dieser Veränderungen wurde auch die Struktur des Parkes 1796 stark umgestaltet. Unter anderem wurde ein Gewächshaus zum Tanzsaal umgebaut. Im Jahr 1825 brannte das sich im südlichen Teil des Parks befindliche Schloss Makalös ab.

## Lage
Im Park laden mehrere Cafés und Restaurants zum Verweilen ein. Des Weiteren gibt es diverse Sitzgelegenheiten, eine Wasserfläche und öffentlich zugängliche Schachspiele. Der Kungsträdgården wird neben der Erholung für diverse gesellschaftliche Anlässe und Ausstellungen genutzt, hierfür steht ausreichend Platz sowie eine überdachte Bühne zur Verfügung. Während des Winters wird eine Schlittschuhbahn erstellt. Im Umfeld befinden sich diverse Schnellrestaurants, Einzelhandelsgeschäfte, das  NK Stockholm, der Hauptsitz von Schwedens größter Bank der Skandinaviska Enskilda Banken sowie die  Königliche Oper.
Angrenzend befinden sich diverse Bus- und Fährlinien sowie eine Straßenbahnhaltestelle in unmittelbarer Nähe. Aufgrund der Bauarbeiten der U-Bahn-Station entbrannte im Mai 1971 der so genannte Ulmenkrieg. 
Heute ist die viel besuchte Parkanlage Eigentum der Stadt Stockholm, die Verwaltung und Pflege obliegen seit 1963 einer Eventagentur im Besitz der Stockholmer Handelskammer.